# Philoliche distincta
Philoliche distincta är en tvåvingeart som först beskrevs av Ricardo 1908.  Philoliche distincta ingår i släktet Philoliche och familjen bromsar. Inga underarter finns listade i Catalogue of Life.